# Abu Danladi
 Abu Danladi  (Sekondi-Takoradi, Ghana; 10 de octubre de 1995) es un futbolista ghanés. Juega como delantero y su equipo actual es el New Mexico United de la USL Championship de Estados Unidos.

## Clubes
| Club                          | País           | Año           |
| ----------------------------- | -------------- | ------------- |
| Ventura County Fusion         | Estados Unidos | 2016          |
| Minnesota United              | Estados Unidos | 2017-2019     |
| Forward Madison FC (préstamo) | Estados Unidos | 2019          |
| Nashville SC                  | Estados Unidos | 2020-2021     |
| Minnesota United              | Estados Unidos | 2022          |
| Minnesota United 2            | Estados Unidos | 2022          |
| KF Bylis                      | Albania        | 2023          |
| New Mexico United             | Estados Unidos | 2024-presente |